# Pharsalia tonkinensis
Pharsalia tonkinensis är en skalbaggsart som beskrevs av Stefan von Breuning 1936. Pharsalia tonkinensis ingår i släktet Pharsalia och familjen långhorningar. Inga underarter finns listade i Catalogue of Life.